# 愛德華·特納·班尼特
愛德華·特納·班尼特（英語：Edward Turner Bennett，1797年1月6日—1836年8月21日）是一名英國動物學家和作家。他是植物學家約翰·約瑟夫·班尼特的哥哥。班尼特出生於哈克尼，曾當過外科醫生，但他主要的追求始終是動物學。1822年，他試圖成立一個昆蟲學會，後來成為與林奈學會有關的動物學會。這又成為倫敦動物學會的起點，班尼特於1831年至1836年擔任該學會的秘書。他的作品包括《塔樓動物園》（The Tower Menagerie，1829年）和《動物學會的花園和動物園》（The Gardens and Menagerie of the Zoological Society，1831年）。他也與李太郭合作撰寫了《比奇航行的動物學》（Zoology of Beechey's Voyage ，1839年）中關於魚類的部分。1835年，他描述了非洲鱷魚的一個新物種——中非狹吻鱷（Mecistops leptorhynchus），其有效性於2018年得到確認。

## 外部連結
- Edward T. Bennett的作品  - 古騰堡計劃
- 互联网档案馆中愛德華·特納·班尼特的作品或与之相关的作品
- 來自愛德華·特納·班尼特的LibriVox公共領域有聲讀物
- Bennett, Edward Turner (1830–31) The gardens and menagerie of the Zoological Society..., two volumes （页面存档备份，存于）

| 前任： 尼古拉斯·艾爾沃德·維格 | 倫敦動物學會秘書 1833年—1836年 | 繼任： 威廉·亞雷爾 |